# アカデミー音響編集賞
アカデミー音響編集賞（アカデミーおんきょうへんしゅうしょう、Academy Award for Best Sound Editing）は、かつて存在したアカデミー賞の部門の一つ。1963年から始り2020年に録音賞と統合された。2000年度からカテゴリ名が「Sound Effects Editing」（音響効果編集）から「Sound Editing」（音響編集）に変更された。

## 受賞とノミネート一覧

### 1960年代
| 年                           | 作品                   | 候補者 |
| ---------------------------- | ---------------------- | ------ |
| 1963 （第36回）              |                        |        |
| おかしなおかしなおかしな世界 | ウォルター・エリオット |        |
| ミサイル空爆戦隊             | ロバート・ブラットン   |        |
| 1964 （第37回）              |                        |        |
| 007 ゴールドフィンガー       | ノーマン・ワンストール |        |
| 若さでブッ飛ばせ!            | ロバート・ブラットン   |        |
| 1965 （第38回）              |                        |        |
| グレートレース               | トレッグ・ブラウン     |        |
| 脱走特急                     | ウォルター・ロッシ     |        |
| 1966 （第39回）              |                        |        |
| グラン・プリ                 | ゴードン・ダニエル     |        |
| ミクロの決死圏               | ウォルター・ロッシ     |        |
| 1967 （第40回）              |                        |        |
| 特攻大作戦                   | ジョン・ポイナー       |        |
| 夜の大捜査線                 | ジェームズ・リチャード |        |

### 1970年代
| 年                                            | 作品                                                                 | 候補者 |
| --------------------------------------------- | -------------------------------------------------------------------- | ------ |
| 1975 （第48回）                               |                                                                      |        |
| ヒンデンブルグ（特別業績賞）                  | ピーター・バーコス                                                   |        |
| 1977 （第50回）                               |                                                                      |        |
| 未知との遭遇（特別業績賞）                    | フランク・ワーナー                                                   |        |
| スター・ウォーズ（特別業績賞）                | ベン・バート（エイリアン、クリーチャー、ロボットの声の創造に対して） |        |
| 1979 （第52回）                               |                                                                      |        |
| ワイルド・ブラック/少年の黒い馬（特別業績賞） | アラン・スプレット                                                   |        |

### 1980年代
| 年                                              | 作品                                                       | 候補者 |
| ----------------------------------------------- | ---------------------------------------------------------- | ------ |
| 1981 （第54回）                                 |                                                            |        |
| レイダース/失われたアーク《聖櫃》（特別業績賞） | ベン・バート、リチャード・アンダーソン                     |        |
| 1982 （第55回）                                 |                                                            |        |
| E.T.                                            | チャールズ・L・キャンベル、ベン・バート                    |        |
| U・ボート                                       | マイク・ル＝メア                                           |        |
| ポルターガイスト                                | スティーヴン・ハンター・フリック、リチャード・アンダーソン |        |
| 1983 （第56回）                                 |                                                            |        |
| ライトスタッフ                                  | ジェイ・バークハイデ                                       |        |
| スター・ウォーズ/ジェダイの復讐                 | ベン・バート                                               |        |
| 1984 （第57回）                                 |                                                            |        |
| ザ・リバー（特別業績賞）                        | ケイ・ローズ                                               |        |
| 1985 （第58回）                                 |                                                            |        |
| バック・トゥ・ザ・フューチャー                  | チャールズ・L・キャンベル、ロバート・ラトリッジ            |        |
| レディホーク                                    | ボブ・ヘンダーソン、アラン・ロバート・マレー               |        |
| ランボー/怒りの脱出                             | フレデリック・ブラウン                                     |        |
| 1986 （第59回）                                 |                                                            |        |
| エイリアン2                                     | ドン・シャープ                                             |        |
| スタートレックIV 故郷への長い道                 | マーク・マンジーニ                                         |        |
| トップガン                                      | セシリア・ホール、ジョージ・ウォーターズ2世                |        |
| 1987 （第60回）                                 |                                                            |        |
| ロボコップ（特別業績賞）                        | スティーヴン・ハンター・フリック、ジョン・ポスシピル       |        |
| 1988 （第61回）                                 |                                                            |        |
| ロジャー・ラビット                              | チャールズ・L・キャンベル、ルイス・イデマン                |        |
| ダイ・ハード                                    | スティーヴン・ハンター・フリック、リチャード・ショア       |        |
| ウィロー                                        | ベン・バート、リチャード・ハイムンス                       |        |
| 1989 （第62回）                                 |                                                            |        |
| インディ・ジョーンズ/最後の聖戦                 | ベン・バート、リチャード・ハイムンス                       |        |
| ブラック・レイン                                | ミルトン・バロウ、ウィリアム・マンジャー                   |        |
| リーサル・ウェポン2/炎の約束                    | ロバート・ヘンダーソン、アラン・ロバート・マレー           |        |

### 1990年代
| 年                                              | 作品                                                | 候補者 |
| ----------------------------------------------- | --------------------------------------------------- | ------ |
| 1990 （第63回）                                 |                                                     |        |
| レッド・オクトーバーを追え!                     | セシリア・ホール、ジョージ・ウォーターズ2世         |        |
| フラットライナーズ                              | チャールズ・L・キャンベル、リチャード・フランクリン |        |
| トータル・リコール                              | スティーヴン・ハンター・フリック                    |        |
| 1991 （第64回）                                 |                                                     |        |
| ターミネーター2                                 | ゲイリー・ライドストロム、グロリア・ボーダース      |        |
| バックドラフト                                  | ゲイリー・ライドストロム、リチャード・ハイムンス    |        |
| スタートレックVI 未知の世界                     | ジョージ・ウォーターズ2世、F・ハドソン・ミラー      |        |
| 1992 （第65回）                                 |                                                     |        |
| ドラキュラ                                      | トム・マッカーシー、デヴィッド・ストーン            |        |
| アラジン                                        | マーク・マンジーニ                                  |        |
| 沈黙の戦艦                                      | ジョン・リヴェク、ブルース・スタンブラー            |        |
| 1993 （第66回）                                 |                                                     |        |
| ジュラシック・パーク                            | ゲイリー・ライドストロム、リチャード・ハイムンス    |        |
| クリフハンガー                                  | ウィリー・ステイトマン、グレッグ・バクスター        |        |
| 逃亡者                                          | ジョン・リヴェク、ブルース・スタンブラー            |        |
| 1994 （第67回）                                 |                                                     |        |
| スピード                                        | スティーヴン・ハンター・フリック                    |        |
| 今そこにある危機                                | ブルース・スタンブラー、ジョン・リヴェク            |        |
| フォレスト・ガンプ/一期一会                     | グロリア・ボーダース、ランディ・トム                |        |
| 1995 （第68回）                                 |                                                     |        |
| ブレイブハート                                  | ロン・ベンダー、パー・ホールバーグ                  |        |
| バットマン フォーエヴァー                       | ジョン・リヴェク、ブルース・スタンブラー            |        |
| クリムゾン・タイド                              | ジョージ・ウォーターズ                              |        |
| 1996 （第69回）                                 |                                                     |        |
| ゴースト&ダークネス                             | ブルース・スタンブラー                              |        |
| デイライト                                      | リチャード・アンダーソン、デヴィッド・ホイテッカー  |        |
| イレイザー                                      | アラン・ロバート・マレー、バブ・アズマン            |        |
| 1997 （第70回）                                 |                                                     |        |
| タイタニック                                    | トム・ベルフォード、クリストファー・ボイズ          |        |
| フェイス/オフ                                   | マーク・ストーキンガー、パー・ホールバーグ          |        |
| フィフス・エレメント                            | マーク・マンジーニ                                  |        |
| 1998 （第71回）                                 |                                                     |        |
| プライベート・ライアン                          | ゲイリー・ライドストロム、リチャード・ハイムンス    |        |
| アルマゲドン                                    | ジョージ・ウォーターズ2世                           |        |
| マスク・オブ・ゾロ                              | デヴィッド・マクモイラー                            |        |
| 1999 （第72回）                                 |                                                     |        |
| マトリックス                                    | デーン・デイヴィス                                  |        |
| ファイト・クラブ                                | レン・クライス、リチャード・ハイムンス              |        |
| スター・ウォーズ エピソード1/ファントム・メナス | ベン・バート、トム・ベルフォード                    |        |

### 2000年代
| 年                                                  | 作品                                                         | 候補者 |
| --------------------------------------------------- | ------------------------------------------------------------ | ------ |
| 2000 （第73回）                                     |                                                              |        |
| U-571                                               | ジョン・ジョンソン                                           |        |
| スペース・カウボーイ                                | バブ・アズマン、アラン・ロバート・マレー                     |        |
| 2001 （第74回）                                     |                                                              |        |
| パール・ハーバー                                    | ジョージ・ウォーターズ2世、クリストファー・ボイズ            |        |
| モンスターズ・インク                                | ゲイリー・ライドストロム、マイケル・シルヴァース             |        |
| 2002 （第75回）                                     |                                                              |        |
| ロード・オブ・ザ・リング/二つの塔                   | マイク・ホプキンス、イーサン・ヴァン・ダー・リン             |        |
| マイノリティ・リポート                              | リチャード・ハイムンス、ゲイリー・ライドストロム             |        |
| ロード・トゥ・パーディション                        | スコット・ヒッカー                                           |        |
| 2003 （第76回）                                     |                                                              |        |
| マスター・アンド・コマンダー                        | リチャード・キング                                           |        |
| ファインディング・ニモ                              | ゲイリー・ライドストロム、マイケル・シルヴァース             |        |
| パイレーツ・オブ・カリビアン/呪われた海賊たち       | クリストファー・ボイズ、ジョージ・ウォーターズ2世            |        |
| 2004 （第77回）                                     |                                                              |        |
| Mr.インクレディブル                                 | マイケル・シルヴァース、ランディ・トム                       |        |
| ポーラー・エクスプレス                              | デニス・レオナード、ランディ・トム                           |        |
| スパイダーマン2                                     | ポール・N・J・オットソン                                     |        |
| 2005 （第78回）                                     |                                                              |        |
| キング・コング                                      | マイク・ホプキンス、イーサン・ヴァン・ダー・リン             |        |
| 宇宙戦争                                            | リチャード・キング                                           |        |
| SAYURI                                              | ウィリー・ステイトマン                                       |        |
| 2006 （第79回）                                     |                                                              |        |
| 硫黄島からの手紙                                    | バブ・アズマン、アラン・ロバート・マレー                     |        |
| アポカリプト                                        | カミ・アスガー、シェーン・マコーマック                       |        |
| ブラッド・ダイヤモンド                              | ロン・ベンダー                                               |        |
| 父親たちの星条旗                                    | アラン・ロバート・マレー、バブ・アズマン                     |        |
| パイレーツ・オブ・カリビアン/デッドマンズ・チェスト | クリストファー・ボイズ、ジョージ・ウォーターズ2世            |        |
| 2007 （第80回）                                     |                                                              |        |
| ボーン・アルティメイタム                            | カレン・ベイカー・ランダース、パー・ホールバーグ             |        |
| ノーカントリー                                      | スキップ・リーヴセイ                                         |        |
| レミーのおいしいレストラン                          | ランディ・トム、マイケル・シルヴァース                       |        |
| ゼア・ウィル・ビー・ブラッド                        | クリストファー・スカラボシオ、マシュー・ウッド               |        |
| トランスフォーマー                                  | マイク・ホプキンス、イーサン・ヴァン・ダー・リン             |        |
| 2008 （第81回）                                     |                                                              |        |
| ダークナイト                                        | リチャード・キング                                           |        |
| アイアンマン                                        | フランク・ユルナー、クリストファー・ボイズ                   |        |
| スラムドッグ$ミリオネア                             | トム・セイヤーズ                                             |        |
| ウォーリー                                          | ベン・バート、マシュー・ウッド                               |        |
| ウォンテッド                                        | ウィリー・ステイトマン                                       |        |
| 2009 （第82回）                                     |                                                              |        |
| ハート・ロッカー                                    | ポール・N・J・オットソン                                     |        |
| アバター                                            | クリストファー・ボイズ、グウェンドリン・イェーツ・ホイットル |        |
| イングロリアス・バスターズ                          | ウィリー・ステイトマン                                       |        |
| スター・トレック                                    | マーク・ストッキンジャー、アラン・ランキン                   |        |
| カールじいさんの空飛ぶ家                            | マイケル・シルヴァース、トム・メイヤーズ                     |        |

### 2010年代
| 年                                                | 作品                                                       | 候補者 |
| ------------------------------------------------- | ---------------------------------------------------------- | ------ |
| 2010 （第83回）                                   |                                                            |        |
| インセプション                                    | リチャード・キング                                         |        |
| トイ・ストーリー3                                 | トム・メイヤーズ、マイケル・シルヴァース                   |        |
| トロン: レガシー                                  | グウェンドリン・イェーツ・ホイットル、アディソン・ティーグ |        |
| トゥルー・グリット                                | スキップ・リーヴセイ、クレイグ・バーキー                   |        |
| アンストッパブル                                  | マーク・P・ストッキンジャー                                |        |
| 2011 （第84回）                                   |                                                            |        |
| ヒューゴの不思議な発明                            | ユージーン・ギアティ、フィリップ・ストックトン             |        |
| ドライヴ                                          | ロン・ベンダー、ヴィクター・レイ・エニス                   |        |
| ドラゴン・タトゥーの女                            | レン・クライス                                             |        |
| トランスフォーマー/ダークサイド・ムーン           | エリック・アーダール、イーサン・ヴァン・ダー・リン         |        |
| 戦火の馬                                          | リチャード・ハイムンス、ゲイリー・ライドストロム           |        |
| 2012 （第85回）                                   |                                                            |        |
| 007 スカイフォール                                | パー・ホールバーグ、カレン・ベイカー・ランダース           |        |
| ゼロ・ダーク・サーティ                            | ポール・N・J・オットソン                                   |        |
| アルゴ                                            | エリック・エーダール、イーサン・ヴァン・ダー・リン         |        |
| ジャンゴ 繋がれざる者                             | ウィリー・ステイトマン                                     |        |
| ライフ・オブ・パイ/トラと漂流した227日            | ユージーン・ギアティ、フィリップ・ストックトン             |        |
| 2013 （第86回）                                   |                                                            |        |
| ゼロ・グラビティ                                  | グレン・フリーマントル                                     |        |
| オール・イズ・ロスト 〜最後の手紙〜               | スティーヴ・ボーデッカー、リチャード・ハイムンス           |        |
| キャプテン・フィリップス                          | オリヴァー・ターニー                                       |        |
| ホビット 竜に奪われた王国                         | ブレント・バージ                                           |        |
| ローン・サバイバー                                | ウィリー・ステイトマン                                     |        |
| 2014 （第87回）                                   |                                                            |        |
| アメリカン・スナイパー                            | アラン・ロバート・マレー、バブ・アズマン                   |        |
| バードマン あるいは（無知がもたらす予期せぬ奇跡） | マーティン・ヘルナンデス、アーロン・グラスコック           |        |
| ホビット 決戦のゆくえ                             | ブレント・バージ、ジェイソン・カノーバス                   |        |
| インターステラー                                  | リチャード・キング                                         |        |
| 不屈の男 アンブロークン                           | ベッキー・サリバン、アンドリュー・デクリストファロ         |        |
| 2015 （第88回）                                   |                                                            |        |
| マッドマックス 怒りのデス・ロード                 | マーク・マンジーニ、デヴィッド・ホワイト                   |        |
| オデッセイ                                        | オリヴァー・ターニー                                       |        |
| レヴェナント: 蘇えりし者                          | マーティン・ヘルナンデス、ロン・ベンダー                   |        |
| ボーダーライン                                    | アラン・ロバート・マレー                                   |        |
| スター・ウォーズ/フォースの覚醒                   | マシュー・ウッド、デヴィッド・アコード                     |        |
| 2016 （第89回）                                   |                                                            |        |
| メッセージ                                        | シルヴァン・ベルマール                                     |        |
| バーニング・オーシャン                            | ウィリー・ステイトマン、レニー・トンデッリ                 |        |
| ハクソー・リッジ                                  | ロバート・マッケンジー、アンディ・ライト                   |        |
| ラ・ラ・ランド                                    | アイ＝リン・リー、ミルドレッド・イアットルー・モーガン     |        |
| ハドソン川の奇跡                                  | アラン・ロバート・マレー、バブ・アズマン                   |        |
| 2017 （第90回）                                   |                                                            |        |
| ダンケルク                                        | リチャード・キング、アレックス・ギブソン                   |        |
| ベイビー・ドライバー                              | ジュリアン・スレイター                                     |        |
| ブレードランナー 2049                             | マーク・マンジーニ、テオ・グリーン                         |        |
| シェイプ・オブ・ウォーター                        | ネイサン・ロビタイユ、ネルソン・フェレイラ                 |        |
| スター・ウォーズ/最後のジェダイ                   | マシュー・ウッド、レン・クライス                           |        |
| 2018 （第91回）                                   |                                                            |        |
| ボヘミアン・ラプソディ                            | ジョン・ワーハースト、ニーナ・ハートストーン               |        |
| ブラックパンサー                                  | ベンジャミン・A・バート、スティーヴ・ボエデカー            |        |
| ファースト・マン                                  | アイ＝リン・リー、ミルドレッド・イアットルー・モーガン     |        |
| クワイエット・プレイス                            | イーサン・ヴァン・ダー・リン、エリック・アアダール         |        |
| ROMA/ローマ                                       | セルヒオ・ディアス、スキップ・リーヴセイ                   |        |
| 2019 （第92回）                                   |                                                            |        |
| フォードvsフェラーリ                              | ドナルド・シルヴェスター                                   |        |
| ジョーカー                                        | アラン・ロバート・マレー                                   |        |
| 1917 命をかけた伝令                               | オリヴァー・ターニー、レイチェル・テイト                   |        |
| ワンス・アポン・ア・タイム・イン・ハリウッド      | ウィリー・ステイトマン                                     |        |
| スター・ウォーズ/スカイウォーカーの夜明け         | マシュー・ウッド、デヴィッド・アコード                     |        |